# Арсаланов, Абида Арсаланович
Абида Арсаланович Арсаланов (15 марта 1918 года, село Цокто-Хангил Агинского Бурятского автономного округа — 7 октября 2002 года, Улан-Удэ) — первый бурятский профессиональный тенор, заслуженный артист РСФСР (1959), заслуженный артист Бурятской АССР, автор более десятка песен, одноактных пьес, музыкальных комедий.

## Биография
В 1938 году благодаря артисту Ж. Пагбаину Абида Арсаланов был приглашен в Бурят-Монгольский драмтеатр (был отобран для работы в театре как представитель талантливой агинской молодежи).
В 1940 году Абида Арсаланов исполнил партию старика-сказителя в «Энхэ-Булат баторе» М. Фролова на I декаде бурят-монгольского искусства в Москве. По итогам декады Арсаланов был награждён медалью «За трудовое отличие» — за выдающиеся заслуги в деле развития Бурят-Монгольского театрального и музыкального искусства.
В 1946 году Арсаланов стал обучаться у ведущих профессоров при Московской консерватории на специальных курсах певцов. Арсаланов становится ведущим тенором в Бурят-Монгольском театре оперы и балета.
В 1955—1956 гг. Арсаланов обучался на старших курсах Московской консерватории. Его руководителем являлся певец-педагог С. И. Мигай. Арсаланов становится бессменным исполнителем теноровых партий в операх бурятских композиторов. Некоторые из них были написаны специально для Арсаланова в соответствии с его творческой индивидуальностью.
В 1959 году на II декаде бурят-монгольского искусства в Москве пел в «Побратимах» Д. Аюшеева и в «Князе Игоре» А. Бородина. По итогам декады в 1959 году получил звание Заслуженного артиста РСФСР.
В 1982 году исполнял партию сказителя в «Энхэ-Булат баторе» на гастролях в Москву и Ленинград, поскольку оставался единственным исполнителем этой партии.
В 1999 году Абида Арсаланов спел песню Левко из оперы «Майская ночь» Н. А. Римского-Корсакова на Гала-концерте посвящённому 60-летию театра.

## Семья
Родился в семье скотовода из жэнхэн-галзутского рода. Был четвёртым из шестерых братьев и сестер. Младший брат Аюша Арсаланов — первый бурятский симфонический дирижёр, заслуженный деятель искусств Российской Федерации и Республики Бурятия.

## Звукозаписи
С 1951 г. Абида Арсаланов записывался на граммофонные пластинки. Его первые записи можно услышать на сайте «Мир русской грамзаписи».

## Театральные работы[8]
Юродивый («Борис Годунов» М.П. Мусоргского)
Владимир Игоревич («Князь Игорь» А.П. Бородина)
Энхэ («Энхз-Булат батор» Фролова) 
Даши («У подножия Саян» Ряузова)
Балыпир («На Байкале» Книппера)
Хуан-Чжен («Седая девушка» Хэ Цзин-чжи и Дин Ни)
Альфред («Травиата» Д. Верди)
Фауст («Фауст» Ш. Гуно)
Синодал («Демон» А. Рубинштейна)
Князь («Русалка» А. Даргомыжского)
Ленский («Евгений Онегин» П. Чайковского)